# Dupleix (paquebot 1862)
Pour les autres navires du même nom, voir Dupleix (navire).
Le Dupleix est un paquebot des Messageries maritimes (MM). Lancé en 1862, il est destiné au trafic avec l'Orient avant d'être vendu à une compagnie australienne.

## Histoire
Trois paquebots identiques sont construits pour les Messagerie maritimes en 1862, le Dupleix à La Ciotat, le Meinam et La Bourdonnais à La Seyne-sur-Mer. Ce sont des navires à propulsion mixtes, dotés d'une machine à vapeur à deux cylindres et propulsés par une hélice ; ils sont également gréés en trois-mâts barque.
Le Dupleix entre en service sur des lignes du Proche-Orient (Alexandrie), puis vers l'Extrême-Orient. Il est le premier navire de commerce français à atteindre Yokohama, en 1865.
Les trois sister-ships sont modernisés et rallongés en 1871 à Marseille, passant de 84 à 92 m. Leur machine est remplacée par une trois cylindres à haute pression. Le Dupleix reprend ensuite son service dans l'océan Indien, puis entre l'Australie et la Nouvelle-Calédonie,
Il est vendu à un armateur australien, Hon. J. C. Ellis, qui le rebaptise Jubilee en 1888. Il est à nouveau modifié (mât d'artimon supprimé, modification des ponts) puis revendu l'année suivante à J.P. Franki de Sydney. Il assure ensuite des traversées entre l'Australie, la Tasmanie et la Nouvelle-Zélande.
Il est retiré du service et détruit en 1898 à Sydney.